# ادگار آدامز
ادگار آدامز (به انگلیسی: Edgar Adams) (زادهٔ ۷ آوریل ۱۸۶۸) شناگر اهل ایالات متحده آمریکا است.